# Zona marítimo terrestre de los acantilados de Aguadú
Das Fauna-Flora-Habitat-Gebiet Zona marítimo terrestre de los acantilados de Aguadú (deutsch: Maritim-terrestrisches Gebiet der Klippen von Aguadú) liegt nördlich der Stadt Melilla in der gleichnamigen spanischen Exklave in Nordafrika unmittelbar an der Grenze zu Marokko. Trotz der geographischen Lage auf dem afrikanischen Kontinent gehört das Gebiet zum europäischen Schutzgebiets-Netz Natura 2000. 
Das etwa 55 Hektar große Schutzgebiet umfasst eine etwa 100 m hohe Klippe an der Küste und die vorgelagerte Meeresfläche sowie einige Hektar Matorral im Hinterland. Das Gebiet beherbergt eine sehr große Artenvielfalt mit zahlreichen endemischen Arten.

## Schutzzweck
Folgende Lebensraumtypen nach Anhang I der FFH-Richtlinie sind für das Gebiet gemeldet:
| EU Code | * | Lebensraumtyp (offizielle Bezeichnung)                                        | Fläche [ha] |
| ------- | - | ----------------------------------------------------------------------------- | ----------- |
| 1170    |   | Riffe                                                                         | 041,80      |
| 1240    |   | Mittelmeer-Felsküsten mit Vegetation mit endemischen Limonium-Arten           | 02,75       |
| 1410    |   | Mediterrane Salzwiesen (Juncetalia maritimi)                                  | 00,55       |
| 1430    |   | Halo-nitrophile Gestrüppe (Pegano-Salsoletea)                                 | 01,65       |
| 5330    |   | Thermo-mediterrane Gebüschformationen und Vorwüsten (sonstige Gesellschaften) | 03,685      |
| 9540    |   | Mediterrane Pinienwälder mit endemischen Kiefern                              | 04,565      |

### Arteninventar
Folgende Arten von gemeinschaftlichem Interesse kommen im Gebiet vor:
| Bild | EU Code | * | Art                       | wissenschaftlicher Name  | Artengruppe |
| ---- | ------- | - | ------------------------- | ------------------------ | ----------- |
|      | 1591    |   | Katzenkopf-Sonnenröschen  | Helianthemum caput-felis | Pflanzen    |
|      | 1349    |   | Großer Tümmler            | Tursiops truncatus       | Säugetiere  |
|      | 1224    | * | Unechte Karettschildkröte | Caretta caretta          | Reptilien   |